# Platyzosteria subarmata
Platyzosteria subarmata är en kackerlacksart som beskrevs av Shaw 1918. Platyzosteria subarmata ingår i släktet Platyzosteria och familjen storkackerlackor. Inga underarter finns listade i Catalogue of Life.